# غدوك بنة بير (بهمئي غرمسيري الشمالي)
غدوك بنة بير (بالفارسية: گدوک بنه‌پیر) هي قرية تقع في إيران في قسم بهمئي غرمسیري الشمالي الريفي. يقدر عدد سكانها بـ 56 نسمة .